# ヨハン・フリードリヒ・ライヒャルト
ヨハン・フリードリヒ・ライヒャルト（Johann Friedrich Reichardt, *1752年11月25日 ケーニヒスベルク – †1814年6月27日 ハレ近郊ギービヒェンシュタイン）は、プロイセン王国の作曲家・音楽評論家。
旅に明け暮れ、1783年にはイタリアやスイス、ウィーン、ハンブルクを訪れており、1785年と1792年にはロンドン、1785年から1787年まで、1792年、および1802年から1803年まではパリ、1790年にはイタリア、1793年にはコペンハーゲンとストックホルムにいた。文筆家としては、音楽論のほかに紀行文も手懸けている。

## 略歴
ケーニヒスベルクの都市音楽師でリュート奏者のヨハン・ライヒャルト（1720年～1780年）を父に生まれる（父ヨハンは、ウクライナ人音楽家ティモフェイ・ベログラツキーの門弟であり、従ってジルヴィウス・レオポルト・ヴァイスの孫弟子であった）。少年時代から音楽教育を受け、ヴァイオリンや鍵盤楽器の演奏を習得した。聖歌隊員としても活動し、10歳のときに父親によって、神童音楽家として東プロイセンに演奏旅行に連れ出される。リュート奏法は、父と同じくベログラツキーの指導を受けた。
イマヌエル・カントの激励を受けて、1769年から1771年までケーニヒスベルクとライプツィヒで法理学と哲学を修める。「シュトルム・ウント・ドラング」の時期の演奏旅行を経て、堅実な仕事に就いた。1774年にはケーニヒスベルクに帰り、ラグニットの秘書官に就任する。歌劇《艶美な祭り（Le feste galanti）》を試作品として提出したところ、1775年にフリードリヒ大王よりカール・ハインリヒ・グラウンの後任として、プロイセン王国宮廷楽長に任命された。早くも2年後には公職を辞して、フランツ・ベンダの娘で、声楽家・ピアニスト・リート作曲家のユリアーネ・ベンダ（*1752年 - †1783年5月9日）と結婚し、著述業や、声楽と器楽曲の作曲に没頭した。1777年に長男ヴィルヘルムが産まれるも1782年に早世する。1779年4月11日には、母と同じくリート作曲家となった長女ルイーゼが産まれた。
1783年には、最初のイタリア旅行からの帰途にウィーンに逗留して神聖ローマ皇帝ヨーゼフ2世に拝謁し、クリストフ・ヴィリバルト・グルックと出逢う。さらにフランスやイングランドにも演奏旅行を行なったが、期待したほどの安定した人気を得られず、已む無くベルリンに引き返した。1786年からヨハン・ヴォルフガング・フォン・ゲーテやヨハン・ゴットフリート・ヘルダー、フリードリヒ・シラー、ヨハン・ゲオルク・ハーマンらと親交を深めた。1788年には、またもやパリに足懸かりを得ようとするも果たせず、それでいて革命思想にはかぶれている。1792年に著書『親書（Vertrauten Briefe）』を発表した後、1794年にフランス革命の信奉者であるとして、俸給の支払いなしで楽長職から解任され、ひとまずハンブルクに過ごして雑誌『フランス（Frankreich）』を創刊した後、同年（1794年）よりハレ近郊のギービヒェンシュタインに移った。1796年には恩赦を受けてハレの製塩所の所長を任された。また、自作の初演のために、しばしばハレからベルリンに出向いた。ライヒャルトによってギービヒェンシュタインに編入された「ケストナーの小作農の農地」は、「ロマン主義者の宿泊所」となった。
1803年には再度パリに赴くが、今度はフランスの国情や政情にかなりの幻滅を覚え、ナポレオンの反対者になった。4年後にフランス軍によって所有地が略奪されると、ライヒャルトはダンツィヒに逃れ、愛国主義者として自由を求める戦いに参じた。1807年にナポレオンの兄弟ジェロームが、落魄の身で帰国したライヒャルトに劇場支配人に就任するよう指名するが、この任務はわずか9ヵ月しか持たなかった。1809年11月に成功を求めてウィーンに赴き、ハイドンやモーツァルト、ベートーヴェンの作品を体験してウィーン古典派に開眼するが、間もなくギービヒェンシュタインに戻っている。1814年6月末に胃腸病により孤独のうちに他界し、ハレの聖バルトロモイス教会の裏庭に埋葬された。死後まもなく舞台作品は忘れられたが、「民謡調の（ドイツ語: im Volkston）」有節歌曲やバラードは、ワンダーフォーゲル運動に助けられて、19世紀を通じてかなりの人気を博した。

## 作品
ライヒャルトの作曲家としての名声は、数にして約1500曲に上るリートにほとんどを負っている。原詩の作者はおよそ125人に及ぶ。中でも最も重要なのは、完全にのびのびとその個性を繰り広げてみせた、ゲーテの詩に曲付けされた歌曲であり、いくつかのゲーテ歌曲はフランツ・シューベルトにも影響を与えた。一方、ヘルダー歌曲は全部で49曲ある。歌曲にひけをとらない楽種が、ゲーテの支持でライヒャルトが洗練させたジングシュピールであり、《ベラ荘のクラウディーネ（Claudine von Villa Bella）》（1789年）や《エルヴィーンとエルミーレ（Erwin und Elmire）》（1790年）、《イェリーとベーテリー（Jery und Bätely）》（1790年）といった例がある。クレメンス・ブレンターノとアヒム・フォン・アルニムによる詩集『少年の不思議な角笛』は – 後書きの中で – ライヒャルトに献呈されている。おそらくはライヒャルトが詩に曲付けしてくれるものとの期待を込めてのものだったろう。だが最早ライヒャルトは歌曲を創ろうとはしなかった。
作品番号は、1929年にハンス・デナーラインが鍵盤楽曲に、1965年にロルフ・プレパーが劇場作品に、1998年にズヴァンチェ・ケーネケが歌曲に割り振っている。

### 著作
音楽を別にすると、ライヒャルトの今なお価値ある作品は、以下のようなエッセーである。
- 注意深い旅人の手紙、音楽論“Briefe eines aufmerksamen Reisenden, die Musik betreffend” （1774年－76年）
- ドイツの喜歌劇について“Über die deutsche komische Oper” （1774年）
- 音楽芸術雑誌“Musikalische Kunstmagazin” （1781年－1792年）
- 音楽家と音楽愛好家のための手引き“Studien für Tonkünstler und Musikfreunde” （1793年)
- パリからの親書“Vertraute Briefe aus Paris” （1804年）
- ウィーンからの親書“Vertraute Briefe aus Wien” （1810年）